# Sahdona
Sahdona (également connu sous le nom hellénisé de Martyrios, ou latinisé de Martyrius, sahda signifiant martyr en syriaque), est un moine et évêque de l'Église de l'Orient, écrivain religieux de langue syriaque, ayant vécu au début du VIIe siècle.

## Biographie
Il naquit peu avant l'an 600 dans la localité de Halmon dans le « Beth Nuhadra » (au nord de Mossoul) et entra vers 615/620 au monastère de Beth'Abhé (à 80 km au nord-est de Mossoul). En 630, il fit partie de la délégation chrétienne, dirigée par le catholicos Ichoyahb II, envoyée par la reine Bûrândûkht auprès de l'empereur byzantin Héraclius ; la rencontre eut lieu à Alep et fut l'occasion d'échanges entre théologiens de l'Église byzantine et de l'Église de l'Orient. Vers 635/640, Sahdona fut sacré évêque de Mahozé d'Aréwan dans la province ecclésiastique de Kirkouk (Beit Garmaï). Mais peu de temps après (vers 642/643), il fut déposé et exilé de son siège, accusé de défendre une théologie incompatible avec le nestorianisme. Il se réfugia d'abord auprès de Cyriaque, métropolite de Nisibe, favorable à un rapprochement avec l'Église byzantine, et put revenir un moment grâce à l'action de ses partisans, mais il fut définitivement condamné par un synode en 647. Il changea alors d'Église : il fut nommé évêque melkite d'Édesse. Il ne resta pas non plus longtemps à ce poste, car il en fut bientôt déposé pour hétérodoxie, ne trouvant ainsi sa place, ni dans l'Église de l'Orient, ni dans l'Église byzantine. Il mourut après 650, probablement devenu ermite dans la région d'Édesse.

## Œuvre
Il est l'auteur d'un long ouvrage de spiritualité chrétienne, en deux parties, intitulé le Livre de la Perfection. La première partie comprenait à l'origine vingt-deux chapitres, mais les seize premiers ont été arrachés à cause de l'hérésie de l'auteur, et il n'en reste que six. La seconde partie a quatorze chapitres. On a conservé également de lui cinq lettres adressées à des moines, et un recueil de maximes ascétiques.
« Il est peu porté sur la théologie mystique spéculative [...] et il nous livre, dans un langage très beau et très prenant, l'expression équilibrée d'une expérience spirituelle, à n'en pas douter, très profonde » (Robert Beulay). Le Livre de la Perfection « est remarquable par la fraîcheur de son approche et par son orientation fortement biblique, [...] par l'accent mis sur le cœur comme foyer de la personne intérieure, plutôt que l'esprit, comme cela devenait la norme sous l'influence des traditions d'Évagre le Pontique et du pseudo-Denys l'Aréopagite » (Sebastian Brock). La cinquième lettre est une réponse à un moine qui s'était plaint que le Livre de la Perfection ne contenait pas de directives sur les étapes les plus avancées de la contemplation ; Sahdona donne quelques indications, mais se montre réticent à s'engager sur ce terrain.

## Éditions
- André de Halleux (en)(éd.), Martyrius (Sahdona). Œuvres spirituelles. I, Livre de la Perfection, 1re Partie, CSCO 200-201, Script. Syri 86-87, 1960 ; II, Livre de la Perfection, 2e Partie (ch. 1-7), CSCO 214-215, Script. Syri 90-91, 1961 ; III, Livre de la Perfection, 2e Partie (ch. 8-14), CSCO 252-253, Script. Syri 110-111, 1965 ; IV, Lettres à des amis solitaires, Maximes sapientiales, CSCO 254-255, Script. Syri 112-113, 1965 (syriaque et français).